# Criel-sur-Mer
Criel-sur-Mer és un municipi francès situat al departament del Sena Marítim i a la regió de Normandia. L'any 2007 tenia 2.741 habitants.

## Demografia

### Població
El 2007 la població de fet de Criel-sur-Mer era de 2.741 persones. Hi havia 1.153 famílies de les quals 307 eren unipersonals (105 homes vivint sols i 202 dones vivint soles), 425 parelles sense fills, 340 parelles amb fills i 81 famílies monoparentals amb fills.
La població ha evolucionat segons el següent gràfic:
Habitants censats

### Habitatges
El 2007 hi havia 2.097 habitatges, 1.167 eren l'habitatge principal de la família, 834 eren segones residències i 97 estaven desocupats. 1.794 eren cases i 269 eren apartaments. Dels 1.167 habitatges principals, 886 estaven ocupats pels seus propietaris, 254 estaven llogats i ocupats pels llogaters i 27 estaven cedits a títol gratuït; 10 tenien una cambra, 83 en tenien dues, 267 en tenien tres, 342 en tenien quatre i 465 en tenien cinc o més. 694 habitatges disposaven pel capbaix d'una plaça de pàrquing. A 578 habitatges hi havia un automòbil i a 440 n'hi havia dos o més.

### Piràmide de població
La piràmide de població per edats i sexe el 2009 era:
| Homes | Edats   | Dones |
| ----- | ------- | ----- |
| 0     | 95 o +  | 0     |
| 4     | 90 a 94 | 4     |
| 4     | 85 a 89 | 20    |
| 16    | 80 a 84 | 48    |
| 48    | 75 a 79 | 76    |
| 52    | 70 a 74 | 76    |
| 40    | 65 a 69 | 76    |
| 76    | 60 a 64 | 64    |
| 60    | 55 a 59 | 68    |
| 92    | 50 a 54 | 88    |
| 104   | 45 a 49 | 68    |
| 112   | 40 a 44 | 108   |
| 80    | 35 a 39 | 76    |
| 108   | 30 a 34 | 84    |
| 68    | 25 a 29 | 92    |
| 68    | 20 a 24 | 64    |
| 52    | 15 a 19 | 92    |
| 112   | 10 a 14 | 92    |
| 112   | 5 a 9   | 88    |
| 76    | 0 a 4   | 76    |

## Economia
El 2007 la població en edat de treballar era de 1.741 persones, 1.197 eren actives i 544 eren inactives. De les 1.197 persones actives 1.047 estaven ocupades (595 homes i 452 dones) i 150 estaven aturades (70 homes i 80 dones). De les 544 persones inactives 226 estaven jubilades, 119 estaven estudiant i 199 estaven classificades com a «altres inactius».

### Ingressos
El 2009 a Criel-sur-Mer hi havia 1.242 unitats fiscals que integraven 2.936 persones, la mediana anual d'ingressos fiscals per persona era de 17.410 €.

### Activitats econòmiques
Dels 114 establiments que hi havia el 2007, 2 eren d'empreses extractives, 2 d'empreses alimentàries, 3 d'empreses de fabricació d'altres productes industrials, 24 d'empreses de construcció, 25 d'empreses de comerç i reparació d'automòbils, 6 d'empreses de transport, 11 d'empreses d'hostatgeria i restauració, 6 d'empreses financeres, 6 d'empreses immobiliàries, 8 d'empreses de serveis, 16 d'entitats de l'administració pública i 5 d'empreses classificades com a «altres activitats de serveis».
Dels 46 establiments de servei als particulars que hi havia el 2009, 1 era una gendarmeria, 1 oficina de correu, 2 oficines bancàries, 3 tallers de reparació d'automòbils i de material agrícola, 2 autoescoles, 5 paletes, 5 guixaires pintors, 5 fusteries, 3 lampisteries, 4 electricistes, 1 empresa de construcció, 4 perruqueries, 7 restaurants i 3 agències immobiliàries.
Dels 13 establiments comercials que hi havia el 2009, 4 eren botiges de menys de 120 m², 2 fleques, 4 carnisseries, 1 una peixateria i 2 botigues d'electrodomèstics.
L'any 2000 a Criel-sur-Mer hi havia 27 explotacions agrícoles que ocupaven un total de 1.326 hectàrees.

## Equipaments sanitaris i escolars
El 2009 hi havia 1 farmàcia i 1 ambulància.
El 2009 hi havia 1 escola maternal i 1 escola elemental.

## Poblacions més properes
El següent diagrama mostra les poblacions més properes.